# Kelly Gissendaner
Kelly Gissendaner (Lawrenceville, Georgia, 1968. március 8. – Jackson, Georgia, 2015. szeptember 30.) amerikai gyilkos, akit méreginjekcióval végeztek ki, mert meggyilkoltatta férjét, Douglas Gissendaner-t.

## Élete
Bírósági dokumentumok alapján, Kelly Gissendaner-t, kiskorában többször molesztálta és megerőszakolta nevelőapja. 1987-ben, 19 évesen ment férjhez először, de a házasság csak hat hónapig tartott. Második férjével Douglas Gissendanerrel, először 1989-ben házasodott össze, azonban 1993-ban elváltak. 1995-ben újra hozzáment Douglashoz. 1997. február 7-én, Kelly megbízta szeretőjét, Gregory Owent, hogy ölje meg a férjét, aki több késszúrással végzett a férfivel, majd Kelly segítségével felgyújtották az áldozat kocsiját és a holttestét az erdőbe rejtették. Owen életfogytiglani börtönbüntetést kapott, míg Kellyt halálra ítélték. Az ítéletet méreginjekcióval hajtották végre 2015. szeptember 30-án. 1945 óta Gissendaner volt az első nő, akit kivégeztek Georgia államban.

## Fordítás
- Ez a szócikk részben vagy egészben  a   Kelly Gissendaner című angol Wikipédia-szócikk fordításán alapul.  Az eredeti cikk szerkesztőit annak laptörténete sorolja fel. Ez a jelzés csupán a megfogalmazás eredetét és a szerzői jogokat jelzi, nem szolgál a cikkben szereplő információk forrásmegjelöléseként.